# Gamsspitze (Silvrettagruppen)
Gamsspitze är en bergstopp i Österrike, på gränsen till Schweiz. Den ligger i den västra delen av landet. Toppen på Gamsspitze är 3 107 meter över havet. Gamsspitze ingår i Silvretta Gruppe.
Den högsta punkten i närheten är Augstenberg, 3 228 meter över havet, öster om Gamsspitze.
Trakten runt Gamsspitze består i huvudsak av kala bergstoppar och isformationer.